# Équipe du Zimbabwe féminine de volley-ball
L'équipe du Zimbabwe de volley-ball féminin est composée des meilleures joueuses zimbabwéennes sélectionnées par la Fédération Zimbabwéenne de volley-ball (Zimbabwe Volleyball Association, ZVA). Elle n'est actuellement pas classée par la FIVB au 15 janvier 2010.

## Sélection actuelle
Sélection pour les qualifications aux championnats du monde 2010.
Entraîneur :  Tongoona Nyagura ; entraîneur-adjoint :  Itsanang Ngulube Abu-basutu